# Панарабизм

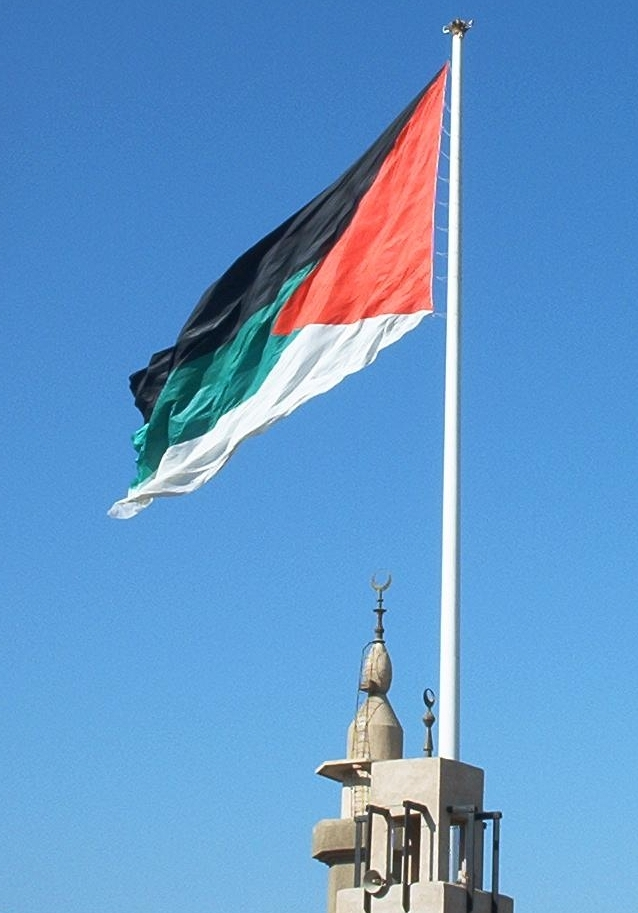
Панарабские цвета — символ панарабского движения

Панараби́зм (араб. وحدة عربية‎) — общественно-политическое ирредентистическое движение, направленное на консолидацию арабов Ближнего Востока.
Панарабизм зародился в начале XX века, когда большая часть Арабского мира находилась в колониальной зависимости от Османской империи, а затем — от европейских держав. Колыбелью панарабизма стал Аравийский полуостров. В 1916 году шериф Мекки Хусейн ибн Али аль-Хашими основал объединённое арабское королевство Хиджаз со столицей в Джидде, которая была поглощена Недждом и дала начало современной Саудовской Аравии. На волне арабской солидарности проходила также борьба за независимость государств Северной Африки после окончания Второй мировой войны. В 1958 году Египет и Сирия основали Объединённую Арабскую Республику, однако разногласия лидеров привели к тому, что государство не просуществовало и трёх лет.
Панарабская идеология исповедуется некоторыми политическими партиями, в частности, Баас (арабский социализм). К наиболее выдающимся деятелям панарабского движения относятся Гамаль Абдель Насер, Хафез аль-Ассад, Саддам Хусейн, Ясир Арафат, Муаммар Каддафи.